# Глушенков, Дмитрий Валерьевич
Дмитрий Валерьевич Глушенков (род. 21 июля 1973, Александров, Владимирская область) — российский военачальник, генерал-лейтенант, командир 68-го армейского корпуса Восточного военного округа с февраля 2017 года (г. Южно-Сахалинск).

## Биография
Родился 21 июля 1973 года в городе Александров Владимирской области.
Окончив в 1990 году среднюю школу № 114, поступил и стал курсантом 5 роты в Рязанском высшем воздушно-десантном командном училище им. Ленинского комсомола, которое окончил в 1994 году.
С 1994 по 2004 год проходил службу в 331-м гвардейском парашютно-десантном Костромском полку 98-й гвардейской воздушно-десантной Свирской Краснознамённой, ордена Кутузова 2 степени дивизии имени 70-летия Великого Октября.
В 1999 году был командиром роты 14-го отдельного парашютно-десантного батальона Российского миротворческого контингента Воздушно-десантных войск РФ в Югославии. В начале 2000-х участвовал во Второй чеченской войне.
С 2004 по 2006 год — слушатель Общевойсковой академии Вооружённых Сил Российской Федерации.
С 2006 по 2010 год — командир 217-го гвардейского парашютно-десантного полка 98-й гвардейской воздушно-десантной дивизии.
С 2010 по 2011 год — командир 31-й отдельной гвардейской десантно-штурмовой ордена Кутузова 2 степени бригады. Во время командования бригадой в 2010 году участвовал в урегулировании массовых протестов и беспорядков в Киргизии во время «Апрельской Революции».
С 2011 по 2013 год — слушатель факультета национальной безопасности и обороны государства Военной академии Генерального штаба Вооружённых сил Российской Федерации, окончил академию с отличием, был одним из стипендиатов генерала армии Дубынина.
С 2013 по 2015 год — командир 106-й гвардейской воздушно-десантной Тульской Краснознамённой, ордена Кутузова 2 степени дивизии. 9 мая 2014 г. и 9 мая 2015 года принимал парад Победы, посвящённый 69-й и 70-й годовщине Победы в Великой Отечественной войне.
Указом Президента РФ от 13.12.2014 № 764 присвоено воинское звание «генерал-майор».
С 2015 по 2017 год — заместитель командующего 35-й общевойсковой армией Восточного военного округа.
С 2017 — командир 68-го армейского корпуса Восточного военного округа. В течение 2018, 2019 и 2020 года принимал Парады Победы на Сахалине в ознаменования годовщин Победы в Великой Отечественной войне 1941—1945 гг..
Указом Президента России Владимира Путина № 54 от 22 февраля 2019 года Дмитрию Валерьевичу Глушенкову присвоено воинское звание «генерал-лейтенант».
Участник боевых действий в Югославии, Чечне и Сирии.

## Награды
- Орден «За заслуги перед Отечеством» 4 степени с мечами[16]
- 2 ордена Мужества[16][17]
- Орден «За военные заслуги»
- Медаль ордена «За заслуги перед Отечеством» 2 степени с мечами
- Медаль «За укрепление боевого содружества»
- Медаль «За отличие в военной службе» I,II и III степеней
- Медаль «Генерал армии Маргелов»
- Медаль «За участие в военном параде в День Победы»
- Медаль «За возвращение Крыма»
- Медаль «Участнику военной операции в Сирии»
- Медаль ВВ МВД За содействие
- Медаль 75 лет Воздушно-десантным войскам
- Медаль За верность десантному братству
- Орден Преданности 4 класса (Сирия)[18]
- Медаль «Боевое содружество» (Сирия)[19]
- Медаль Косово (НАТО)[19]